# Kenneth Zeigler
| (3909) Gladys     | 15. Mai 1988     |  |
| (6854) Georgewest | 20. Oktober 1987 |  |
| (11864) 1989 NH1  | 10. Juli 1989    |  |

Kenneth W. Zeigler (* im 20. Jahrhundert) ist ein US-amerikanischer Physiklehrer, Amateurastronom und Asteroidenentdecker.
Er entdeckte an der Anderson Mesa Station (IAU-Code 688) des Lowell-Observatoriums zwischen 1987 und 1989 insgesamt drei Asteroiden.